# Бурник, Деян
Деян Бурник (словен. Dejan Burnik, родился 25 марта 1963 в Любляне) — югославский хоккеист, защитник.

## Биография
Начинал карьеру игрока в юниорской команде «Тиволи» (Любляна), в возрасте 17 лет попал в сборную Югославии. Выступал в чемпионате Югославии за «Любляну» из Олимпии и за загребский «Медвешчак». В сборной Югославии выступал с 1981 по 1988 годы, провёл 78 игр, забросил 8 шайб. Выступал на пяти чемпионатах мира и на Олимпиаде в Сараево. Из-за травмы плеча завершил игровую карьеру в 1991 году.